# Салин (Луизијана)
Салин (енгл. Saline) град је у америчкој савезној држави Луизијана.

## Демографија
По попису из 2010. године број становника је 277, што је 19 (-6,4%) становника мање него 2000. године.
| Група             | 2000.       | 2010.       |
| Белци             | 221 (74,7%) | 211 (76,2%) |
| Афроамериканци    | 74 (25,0%)  | 59 (21,3%)  |
| Азијати           | 0 (0,0%)    | 0 (0,0%)    |
| Хиспаноамериканци | 5 (1,7%)    | 0 (0,0%)    |
| Укупно            | 296         | 277         |